# Drabant (sejlbåd)
 For alternative betydninger, se Drabant. (Se også artikler, som begynder med Drabant)
Drabant er en type af sejlbåde, som er blevet konstrueret af Gert Gerlach i Hundested/Lynæs.
- 1968: Drabant 22 - 225 bygget
- 1970: Polaris Drabant 26 – 320 bygget
- 1972: Drabant 24 – 165 bygget
- 1974: Drabant 33 – 45 bygget
- 1978: Drabant 21 - 10 bygget (Drabant 22-skrog, men med negativ hæk - og med flushdæk)
- 1978: Drabant 30 - cirka 40 bygget
- 1980: Drabant 27 – 95 bygget
- 1983: Drabant 38 – 55 bygget (2008: Yderligere 2 bygget med udgangspunkt i oprindelig form)
- 1989: Drabant 330 – cirka 15 bygget